# Głos Kombatanta Armii Ludowej
Głos Kombatanta Armii Ludowej. Biuletyn Rady Krajowej Żołnierzy Armii Ludowej przy Zarządzie Głównym Związku Kombatantów RP i byłych Więźniów Politycznych – pismo ukazujące się od 1991 roku w Warszawie. W latach 1991–1999 ukazywało się nieregularnie. Od roku 2000 miesięcznik. Pismo jest poświęcone dziejom Armii Ludowej. Z pismem współpracowali: Adam Bakalarczyk, Zygmunt Bieszczanin, Helena Boczek, Władysław Góra, Tadeusz Kosowski, Norbert Michta, Ryszard Nazarewicz, Stanisław Niciejewski, Jan Ptasiński, Stanisław Styk.